# Triplici confini tra regioni italiane
Le linee di confine fra le regioni italiane si incrociano nell'entroterra in quattordici punti geografici, che costituiscono i triplici confini tra queste unità amministrative.
| Num. | Localizzazione                          | Regione 1 (Comune)               | Regione 2 (Comune)                       | Regione 3 (Comune)                   | Coordinate              | Immagine |
| ---- | --------------------------------------- | -------------------------------- | ---------------------------------------- | ------------------------------------ | ----------------------- | -------- |
| 1    | Monte Chiappo                           | Piemonte (Fabbrica Curone)       | Lombardia (Santa Margherita di Staffora) | Emilia-Romagna (Zerba)               | 44.686452°N 9.20069°E   |          |
| 2    | Monte Carmo                             | Piemonte (Carrega Ligure)        | Liguria (Gorreto)                        | Emilia-Romagna (Ottone)              | 44.6145°N 9.201425°E    |          |
| 3    | All'interno del Lago di Garda           | Lombardia (Limone sul Garda)     | Trentino-Alto Adige (Riva del Garda)     | Veneto (Malcesine)                   | 45.832605°N 10.841025°E |          |
| 4    | Nel letto del fiume Po, presso Ficarolo | Lombardia (Felonica)             | Veneto (Ficarolo)                        | Emilia-Romagna (Stellata di Bondeno) | 44.94944°N 11.42686°E   |          |
| 5    | Foce dei Tre Confini                    | Liguria (Sesta Godano)           | Emilia-Romagna (Albareto)                | Toscana (Zeri)                       | 44.365916°N 9.686792°E  |          |
| 6    | Presso il Monte Simoncello              | Emilia-Romagna (Pennabilli)      | Toscana (Sestino)                        | Marche (Carpegna)                    | 43.76506°N 12.28324°E   |          |
| 7    | Presso Bocca Trabaria                   | Toscana (Sansepolcro)            | Marche (Borgo Pace)                      | Umbria (San Giustino)                | 43.61228°N 12.214047°E  |          |
| 8    | Presso Trevinano                        | Toscana (San Casciano dei Bagni) | Umbria (Allerona)                        | Lazio (Acquapendente)                | 42.83452°N 11.89502°E   |          |
| 9    | Presso Forca Canapine                   | Marche (Arquata del Tronto)      | Umbria (Norcia)                          | Lazio (Accumoli)                     | 42.73319°N 13.187715°E  |          |
| 10   | Macera della Morte                      | Marche (Arquata del Tronto)      | Lazio (Accumoli)                         | Abruzzo (Valle Castellana)           | 42.6943°N 13.3577°E     |          |
| 11   | Passo dei Monaci                        | Lazio (Picinisco)                | Abruzzo (Alfedena)                       | Molise (Pizzone)                     | 41.68798°N 13.94267°E   |          |
| 12   | Monte Sambucaro                         | Lazio (San Vittore del Lazio)    | Molise (Venafro)                         | Campania (San Pietro Infine)         | 41.463153°N 13.978195°E |          |
| 13   | Presso il fiume Fortore                 | Molise (Tufara)                  | Campania (San Bartolomeo in Galdo)       | Puglia (San Marco la Catola)         | 41.48635°N 15.0062°E    |          |
| 14   | Presso Ponte San Venere                 | Campania (Lacedonia)             | Puglia (Rocchetta Sant'Antonio)          | Basilicata (Melfi)                   | 41.05541°N 15.54288°E   |          |

I maggiori ravvicinamenti tra i punti, dunque le zone dove i confini tra quattro regioni si avvicinano sensibilmente, si hanno:
- tra il punto 1 e il 2 (breve tratto di confine fra Emilia-Romagna e Piemonte che si interpone tra la Lombardia e la Liguria);
- fra il punto 9 ed il 10 (i pochi chilometri di confine tra Marche e Lazio escludono un confine tra l'Umbria e l'Abruzzo).